# USS Lloyd Thomas (DE-374)
USS Lloyd Thomas (DE-374) – amerykański niszczyciel eskortowy typu John C. Butler. Nigdy nie ukończony.
Jego patronem był Lieutenant, junior grade Lloyd Thomas (1912-1942), oficer US Navy odznaczony Krzyżem Marynarki Wojennej.
Okręt został przydzielony do budowy stoczni Consolidated Steel Corporation w Orange w czasie II wojny światowej. Kontrakt na budowę został anulowany 6 czerwca 1944.
Nazwa "Lloyd Thomas" została następnie przydzielona niszczycielowi USS "Lloyd Thomas" (DD-764).